# „Ebihal”-írás
Az „ebihal”-írás vagy „békaporonty”-írás a kínai írás ókorban használt formájának, a nagy pecsétírásnak egyik, ecsettel írt művészi, kalligrafikus változata.

## Története
Az „ebihal”-írás egykori létezésére a hagyomány szerint akkor derült fény, amikor a Han-korban, az i. e. 2. században Konfuciusz házának fala ledőlt, és ezzel a különleges stílussal íródott kéziratok kerültek elő mögüle.

## Jellegzetessége, használata
Az „ebihal”-írás a Han-korban kapta az elnevezését az írásjegyeket alkotó vonások ebihalszerűen tekergőző formája után. A kalligráfia egyik kedvelt stílusa volt, de a Tang-kor után alábbhagyott a népszerűsége.

## További elnevezései
A szakirodalomban még a további elnevezésekkel hivatkoznak rá:
- ko-tou-ven (kedouwen) 蝌蚪文 – 'ebihal' + 'minta' = „ebihal”-írás
- ko-tou-csuan (kedouzhuan) 蝌蚪篆 – 'ebihal' + 'pecsét' = „ebihal”-pecsétírás

Nem keverendő össze a vietnami írásnak a thai és lao írás ábécéjével megegyező, úgynevezett chữ Khoa Đẩu 文蝌蚪, vagyis „ebihal”-írásával, bár a kínai előzménye vitathatatlan.